# هارلي فالنتاين
هارلي فالنتاين هو نحات كندي، ولد في 4 نوفمبر 1983 في غريمسبي في كندا.